# 鎌田奈緒子
鎌田 奈緒子（かまた なおこ、1983年6月7日 - ）は、神奈川県逗子市出身 の元セーリング選手（クルー）。アビームコンサルティング人事部所属。近藤愛とのペア「コンカマ」として親しまれていた。湘南白百合学園高等学校、法政大学卒業。
小3でセーリングを始め、大学時代は2005年のユニバーシアードで銀メダルを獲得。
2006年世界選手権で準優勝。
2007年には全日本470級ヨット選手権大会で史上初の女子組による優勝。
2008年6月25～29日にドイツで行われた五輪前最後の国際大会、キール・ウイークで優勝し、近藤とのペアが世界ランキング1位になる。
2008年北京オリンピック代表。上位進出が期待されたが、10レース中2レースで1位、それ以外は全て10位以下と好不調の激しい成績となり、全19チーム中14位となった。
2008年12月に現役を引退した。